# Vitstrupig bergsjuvel
Vitstrupig bergsjuvel (Lampornis castaneoventris) är en fågel i familjen kolibrier inom ordningen seglar- och kolibrifåglar.

## Utbredning och systematik
Vitstrupig bergsjuvel delas in i två underarter med följande utbredning:
- Lampornis castaneoventris castaneoventris – förekommer i bergsskogar i allra västligaste Panama
- Lampornis castaneoventris cinereicauda – förekommer i södra Costa Rica.

Underarten cinereicauda har urskilts av vissa som egen art.

## Status
IUCN bedömer hotstatus för underarterna var för sig, båda som livskraftiga.